# Amalda hilgendorfi
Amalda hilgendorfi is een slakkensoort uit de familie van de Ancillariidae. De wetenschappelijke naam van de soort is voor het eerst geldig gepubliceerd in 1897 door Carl Eduard von Martens. De soort is vernoemd naar Franz Martin Hilgendorf.